# 圣埃斯皮里图-杜多拉杜
圣埃斯皮里图-杜多拉杜（葡萄牙語：Espírito Santo do Dourado）是巴西米纳斯吉拉斯州的一个市镇。总面积263.849平方公里，总人口4293人，人口密度16.3人/平方公里。